# 巴林旅游业
巴林每年接待游客400万人次。游客主要来自于波斯湾阿拉伯国家，但是来自其他地区的游客正在增加。

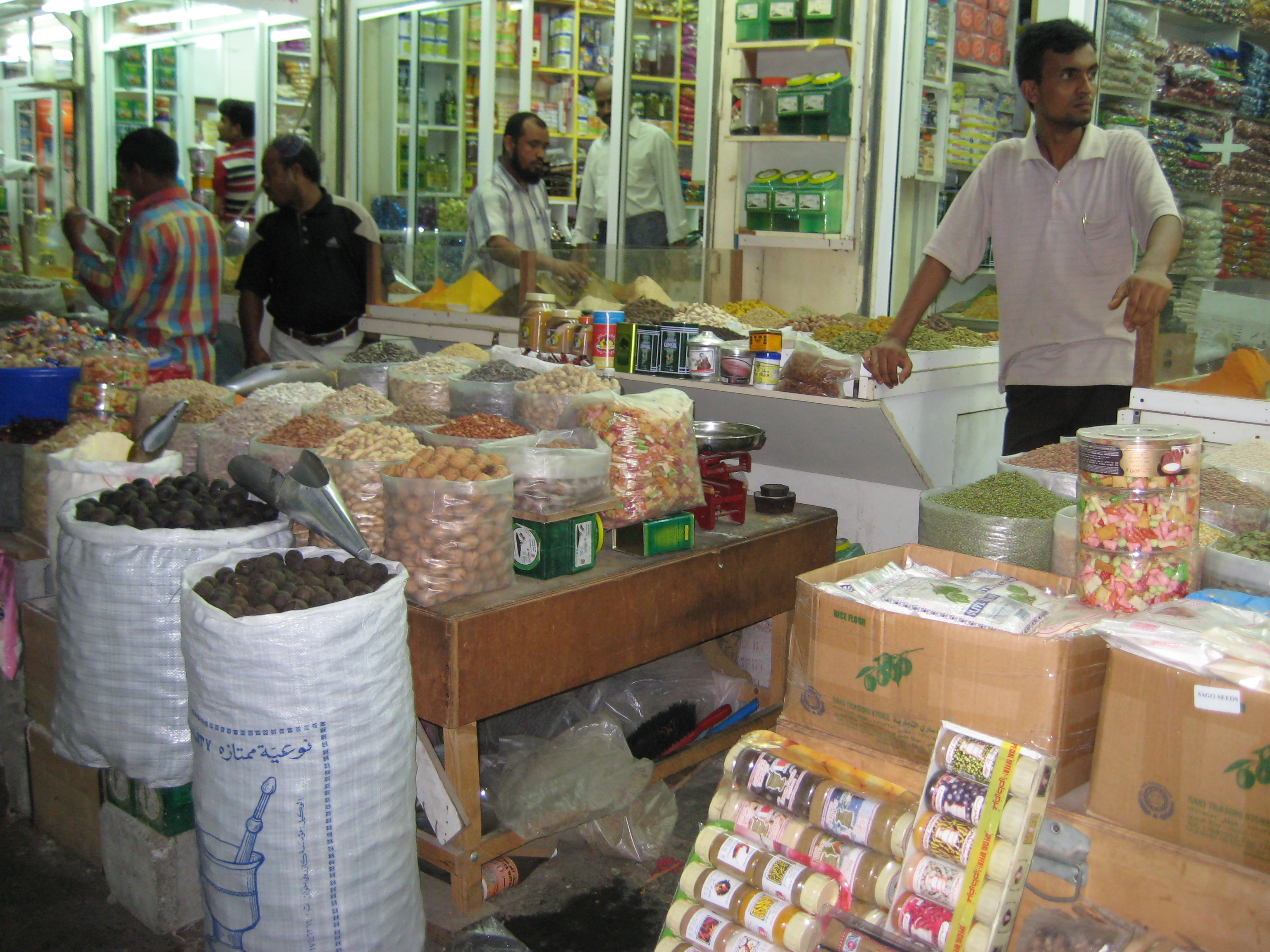
巴林路面超市

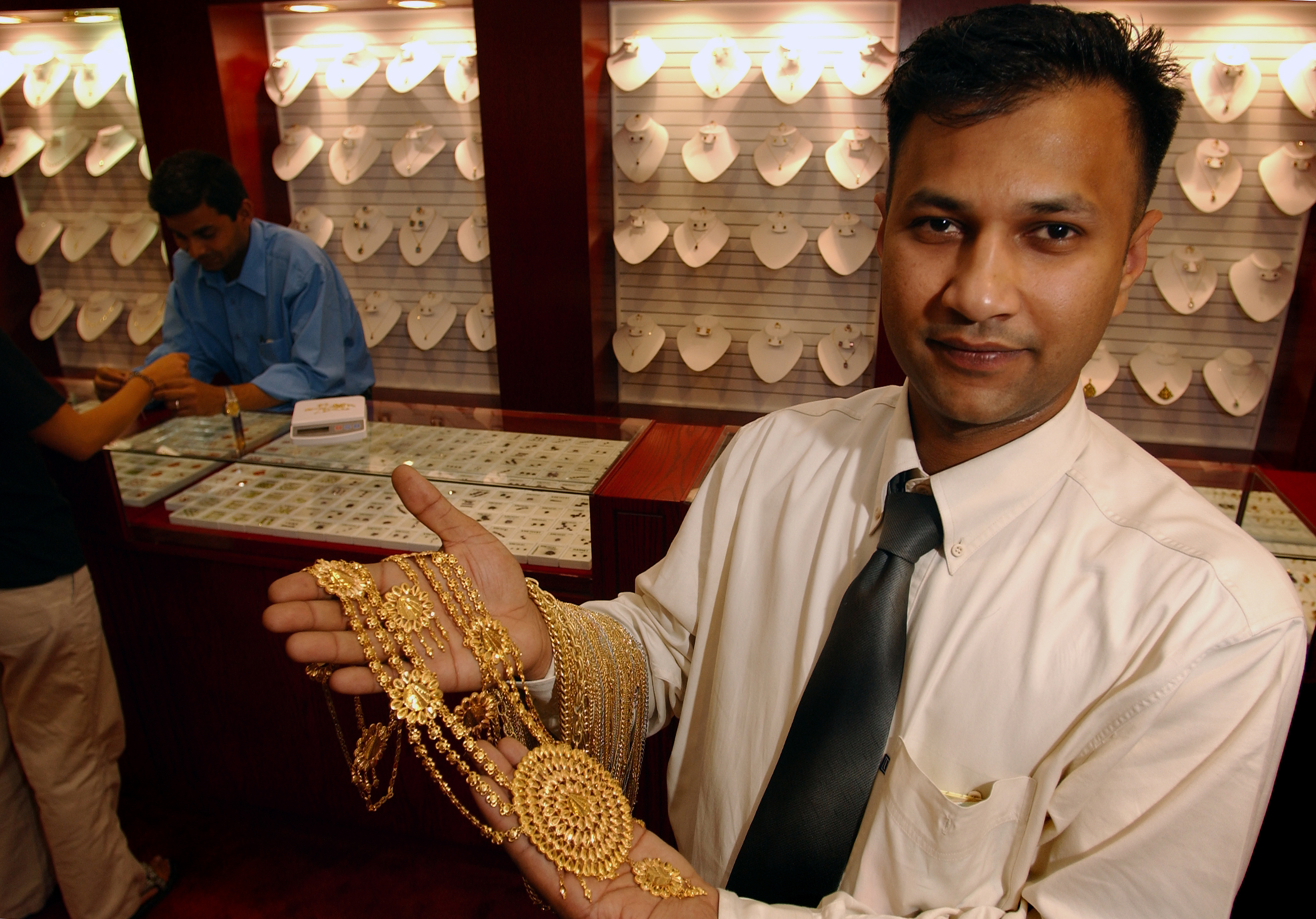
金飾業

由于巴林的阿拉伯血统和其被看作是享受安全和现代好去处的美名，《孤独星球》指南将巴林称作是“波斯湾的完美引言”。
游客们被巴林的气候、独特的风格、潜水等水上运动、本土文化和友好的民风所吸引。巴林的社会氛围也较为宽松，对于购物和游客的限制也相对较少。 

## 堡垒
这个岛国拥有很多城堡，包括著名的巴林堡，也被称作葡萄牙堡。巴林堡坐落在 Karranah附近。 Karranah是一个位于巴林岛北端的一个小村庄。这个城堡自2005年起被联合国教科文组织认定为世界文化遗产。考古学者在此发现了6个不同时期的基座，最远的可以追述到公元前23世纪。 

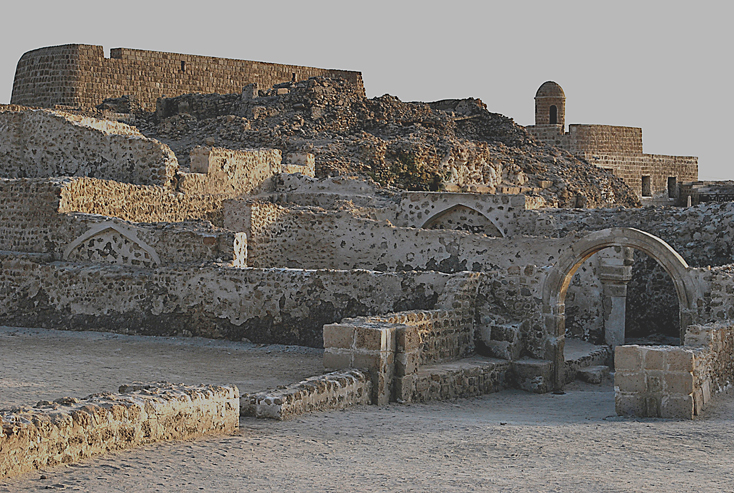
巴林堡

阿亚得堡（Arad Fort）坐落在穆哈拉格岛的阿亚得（Arad）镇。它最初是由阿拉伯人在16世纪末时开始建造。在1559年，阿亚得堡被葡萄牙人所占领。1635年又被阿曼人所攻陷。
里法堡（Riffa Fort）位于里法。这个19世纪的堡垒有重要的战略意义，从它所在的悬崖可以俯瞰整个Hunanaiya山谷。

## 海岛
- 艾尔达群岛（Al Dar Islands）
- 侯瓦尔群岛：一些位于卡塔尔西边的巴林湾的海岛
- Durrat Al Bahrain：一个类似于迪拜棕榈岛的开发项目

一些豪华住宅被建在了这个国家的最南端。
- 巴林湾：巴林湾是沿着巴林东北海岸线开发的住宅项目
- Diyar Al Muharraq

## 购物中心
- Bahrain City Centre, in Manama.
- Seef Mall, Seef
- Seel Mall, Muharraq
- Dana Mall
- Bahrain Mall
- Al Aali Mall
- Ramli Mall

## 博物馆
巴林国家博物馆存有自5000年前人类开始居住在岛上的时候至巴林王国时期的展品。
古蘭經之屋是岛上最具特色的建筑，其中存有稀有的伊斯兰教手稿、文献和书籍。 
石油博物馆位于Jabal Ad Dukhan。它建于1992年。建馆的原因是为了纪念波斯湾发现原油60周年。馆中展品包括照片、钻井设备和一台能够工作的采油机。 

## 货币博物馆
货币博物馆坐落在巴林中央银行（ CBB ）内部 ，位于麦纳麦的外交区。货币的演变往往是最能代表其国家的历史。经过4年的建设，博物馆于1999年2月对外开放，并一直吸引着广大游客。参观者通过多媒体之旅的引导，可以发现巴林在整个波斯湾发展中的中心作用。一些阿拉伯世界的稀有硬币都能在博物馆中找到。
除了巴林的货币，博物馆里一个永久展台还展出了海湾阿拉伯国家合作委员会成员国中央银行发行的货币。

## 旅游业的发展
巴林政府鼓励旅游业的发展且资助于大型旅游项目。计划中的巴林度假村包括Al Areen度假村，Dannat Hawar，  Durrat Al Bahrain，安瓦吉群岛，鲁鲁岛，里法景观， Diyar Al Muharraq和巴林湾。